# Día de la Amistad Argentino-Chilena

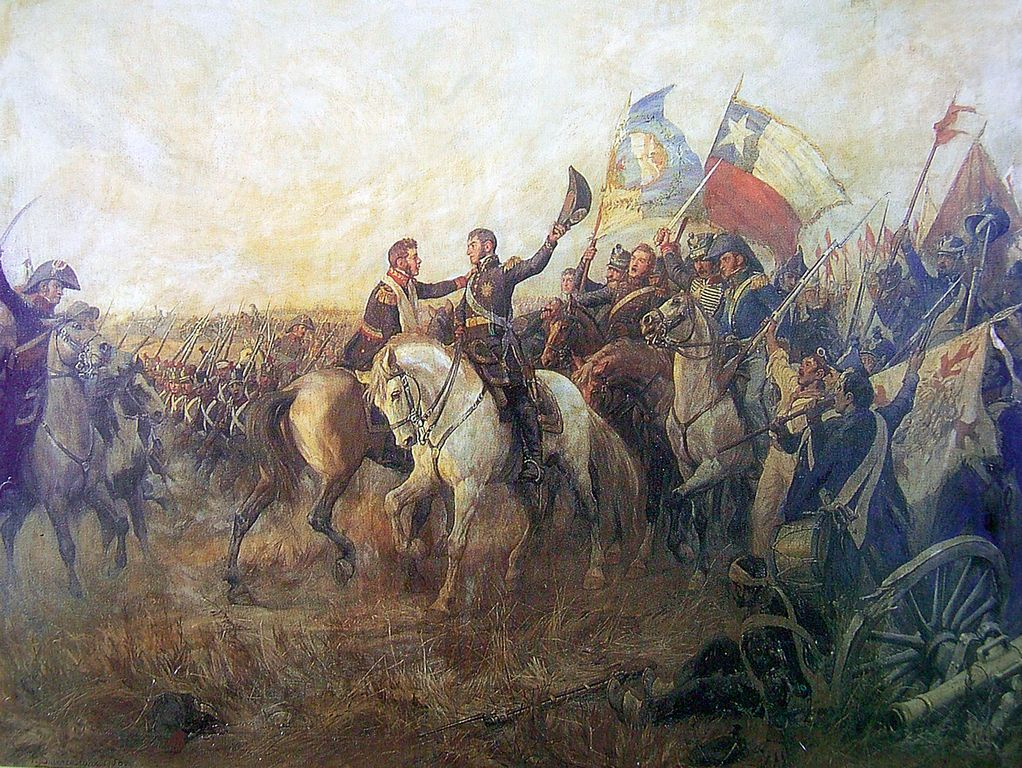
El abrazo de Maipú entre los héroes de la independencia José de San Martín y Bernardo O'Higgins después de su triunfo en la Batalla de Maipú.

El Día de la Amistad Argentino-Chilena es una conmemoración binacional celebrada en Argentina y Chile tras un acuerdo hecho en 2005 entre ambas naciones, por los entonces ministros de Relaciones Exteriores Rafael Bielsa e Ignacio Walker, reunidos con ocasión de una cumbre del Grupo de Río en Buenos Aires. Se celebra el día 5 de abril, con diversas actividades culturales durante la primera semana del mes. Esta fecha conmemora el histórico abrazo de los libertadores José de San Martín y Bernardo O'Higgins en la Batalla de Maipú.
El documento firmado subraya que la fecha será conmemorada en los institutos educativos de Argentina y Chile, y señala además que los gobiernos de ambos países coordinarán la creación de un premio de las artes y la cultura que se entregará todos los 5 de abril a partir del año 2006.